# Tabernaemontana pauciflora
Tabernaemontana pauciflora är en oleanderväxtart som beskrevs av Carl Ludwig von Blume. Tabernaemontana pauciflora ingår i släktet Tabernaemontana och familjen oleanderväxter. Inga underarter finns listade i Catalogue of Life.